# Birkenhead United
El Birkenhead United es un club de fútbol de la ciudad de Auckland, Nueva Zelanda. Juega en la Northern League, máxima división de la Federación de Fútbol de Auckland, a la que ascendió en 2012.
Fue fundado en 1963 como una unión entre los clubes de Birkdale y Birkenhead. En 2016 lograría su primer título al ganarle la final de la Copa Chatham al Waitakere City por 3-2.

## Palmarés
- Copa Chatham (2): 2016, 2018